# Tonje Kjærgaard
Tonje Kjærgaard (Silkeborg, 11 giugno 1975) è un'ex pallamanista danese.
Con la maglia della nazionale danese ha vinto l'oro olimpico ai Giochi di Atlanta 1996 e ai Giochi di Sydney 2000.

## Palmarès

### Club
- Coppa delle Coppe: 1

Ikast: 2003-2004
- EHF Cup: 1

Ikast: 2001-2002
- EHF Challenge Cup: 1

Ikast: 1997-1998
- Campionato danese: 1

Ikast: 1998
- Coppa di Danimarca: 3

Ikast: 1999, 2000, 2002

### Nazionale
- Oro olimpico: 2

Atlanta 1996
Sydney 2000
- Campionato mondiale

 Oro: Germania 1997
 Argento: Norvegia 1993
 Bronzo: Austria-Ungheria 1995
- Campionato europeo

 Oro: Germania 1994, Danimarca 1996
 Argento: Paesi Bassi 1998

### Individuale
- Migliore pivot al campionato mondiale: 1

Norvegia-Danimarca 1999
- Migliore pivot al campionato europeo: 1

Paesi Bassi 1998
- Migliore giocatrice del campionato danese: 2[1]

1998, 1999